# Residenzstraße (metrostation)
Residenzstraße is een station van de metro van Berlijn, gelegen onder de gelijknamige straat in het Berlijnse stadsdeel Reinickendorf. Het station opende op 27 april 1987 en wordt bediend door lijn U8.
In 1978 werd lijn 8 verlengd naar de Osloer Straße, waar een nieuwe overstapmogelijkheid op de U9 ontstond. Men wilde de lijn echter nog verder naar het noorden doortrekken, zodat hij uiteindelijk het Märkisches Viertel, een grootschalig nieuwbouwgebied, zou bereiken. In september 1980 begon de aanleg van de eerste etappe van deze verlenging. Na een bouwtijd van zeven jaar kwam het 2,7 kilometer lange traject met de stations Franz-Neumann-Platz (Am Schäfersee), Residenzstraße en Paracelsus-Bad in gebruik. Het tracé verloopt aanvankelijk in een min of meer rechte lijn, maar maakt even voorbij station Residenzstraße een scherpe bocht naar links, waarbij de tunnel een aantal huizen onderlangs kruist.
De stations op het noordelijke deel van de U8, alle van de hand van architect Rainer Rümmler, onderscheiden zich door een monumentaal en kleurrijk ontwerp, dat deels teruggrijpt op eerdere stijlperioden. In station Residenzstraße valt onder andere de dakconstructie op, die met een patroon van dwarsbalken doet denken aan de net na de Eerste Wereldoorlog gebouwde stations van de U6. Het thema van de inrichting van het station is Berlijn als residentiestad van de Pruisische koningen. De lichtbruin betegelde wanden worden gesierd door afbeeldingen van het Berlijnse stadsslot en historische stadsplattegronden. Blikvangers zijn de vierkante zuilen op het eilandperron, waarin kleurrijke heraldisch aandoende motieven zijn verwerkt. De vloeren zijn in een motief geplaveid met tegels in diverse rood-bruine tinten. Een dergelijke bekleding van de vloeren, in plaats van het eerder gebruikelijke asfalt, is in alle in de tachtiger en negentiger jaren gebouwde stations van de U8 te vinden en paste Rümmler voor het eerst toe in de stations van lijn U7 in Spandau, geopend in 1984. Ook de overkappingen van de bovengrondse ingangen zijn kenmerkend voor Rümmlers stijl in deze periode.
Het metrostation beschikt aan beide uiteinden over uitgangen, die via een tussenverdieping leiden naar de Residenzstraße ter hoogte van de Grünrockweg en de kruising met de Emmentaler Straße. Het station is momenteel alleen bereikbaar via trappen en roltrappen, maar uiteindelijk moeten alle Berlijnse metrostations van een lift voorzien zijn. Station Residenzstraße heeft hierbij echter geen hoge prioriteit.